# Кріт (фільм, 2011)
«Кріт» (пол. Kret) — кінофільм режисера Рафаеля Левандовского, що вийшов на екрани в 2011 році.

## Зміст
40 з гаком років комуністи були при владі в Польщі. Але цього виявилося цілком достатньо, щоб спаплюжити життя не одному поколінню поляків. Павло зі своїм батьком Зигмундом тихо приторговують секонд-хендом з Франції, що за сьогоднішніми поняттями цілком респектабельно. Зигмунд для Павла — добрий приклад. Тим неймовірнішою для нього виявилася інформація в пресі про те, що його батько в минулому був співробітником КДБ і діяв в інтересах правлячої кліки, а не свого народу. Правду і тільки правду вирішив дізнатися Павло про свою сім'ю.

## Ролі
| Актор                  | Роль |
| ---------------------- | ---- |
| Борис Шиц              | -    |
| Маріан Дзендзель       | -    |
| Магдалена Червінська   | -    |
| Войцех Пшоняк          | -    |
| Славомир Ожєховський   | -    |
| Бартломей Топа         | -    |
| Станіслава Лопушанська | -    |
| Єжи Янечек             | -    |

## Знімальна група
- Режисер — Рафаель Левандовський
- Сценарист — Іво Кардель, Рафаель Левандовський
- Продюсер — Яцек Кучарський, Марцін Вежхославський, Марія Блічарська